# Emil Walter

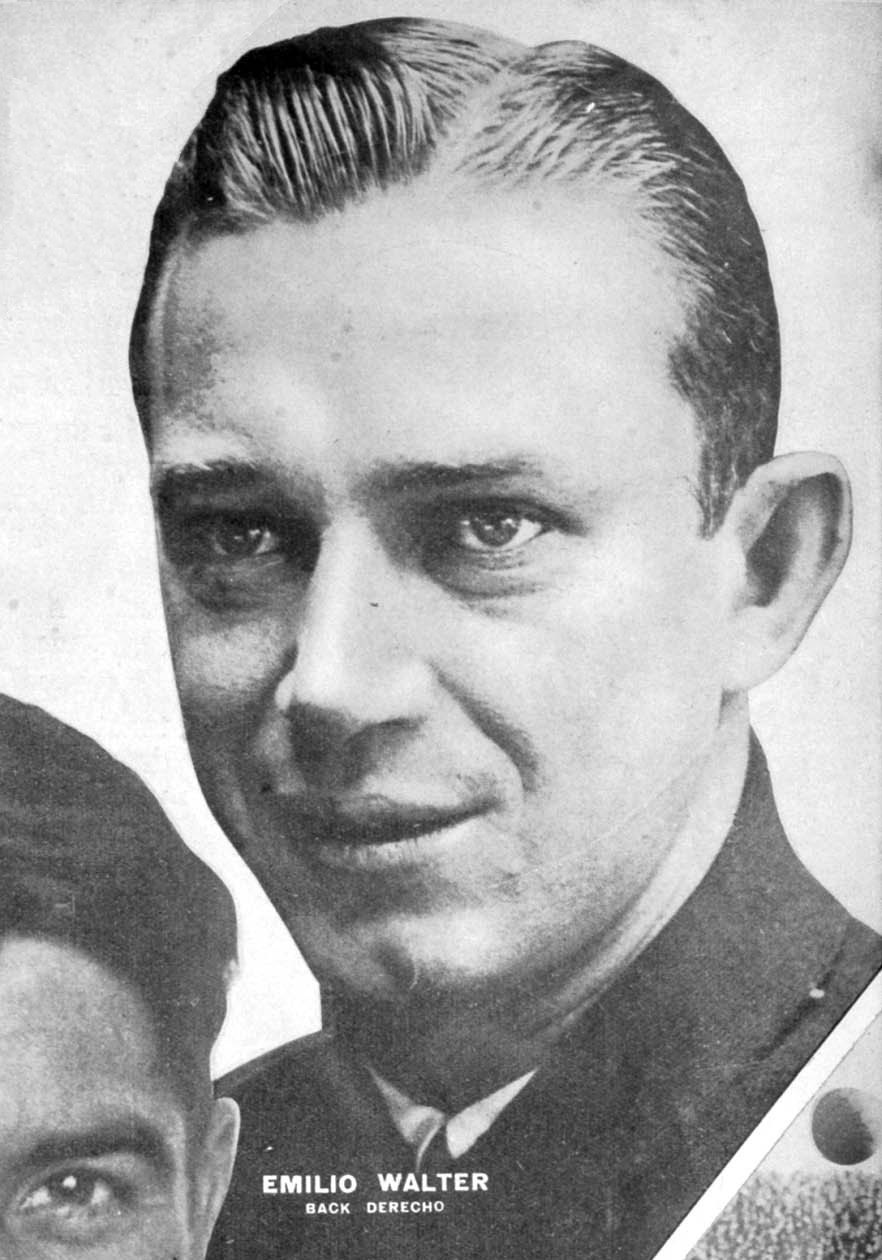
Emilio Walter, en 1928.

Emil Walter o Emilio Walter, (1900 - 1 de marzo de 1952) fue un jugador de fútbol alemán.
Emil vino a trabajar a la ferretería de Costa Ferran en Figueras. El UE Figueres lo invitó a participar en algún partido de entrenamiento y viendo que tenía un chut fortísimo lo hicieron jugar de defensa en el primer equipo. Según el directivo Josep Jou: "Cuando chutaba, temblaba el aire. En un partido tiró una falta desde cerca de su propia portería, con tanta potencia que la pelota se introdujo en la portería contraria." A partir de ese gol ganó mucha fama y dos años después lo fichó el FC Barcelona, siendo titular del equipo azulgrana hasta 1930, e se tuvo de retirar 1931 por una lesión que lo dejó cojo el resto de su vida.

El FC Barcelona, vencedor de la Copa del Rey 1928. De pie : Forns (entr.), Mas, Castillo, Llorens, Walter, Guzmán, Carulla y Platko. Agachados : Piera, Sastre, Samitier, Arocha y Sagi.

## Clubes

### Como jugador
| Club         | País   | Año       |
| ------------ | ------ | --------- |
| UE Figueres  | España | 1921-1923 |
| FC Barcelona | España | 1923-1931 |